# Silnice II/244
Silnice II/244 je silnice II. třídy v trase: odpojení od silnice I/9 (u Bašti) – Měšice – Mratín – Kostelec nad Labem – Všetaty – Čečelice – Byšice (napojení na silnici I/16).
V Kostelci nad Labem se kříží se silnicí II/101 a mezi Kostelcem a Všetaty se silnicí II/331.

## Vodstvo na trase
U Mratína vede přes Mratínský potok a u Kostelce nad Labem přes Labe.